# 李楼镇 (老河口市)
李楼镇，是中华人民共和国湖北省襄阳市老河口市下辖的一个乡镇级行政单位。

## 行政区划
李楼镇下辖以下地区：
红庙社区、李楼村、付家堤村、黄龙庙村、贾湖村、黄家寨村、方营村、必位岗村、杨家道子村、刘营村、火星庙巷村、黎家卡子村、何营村、李家河村、亢家营村、陈家埠口村、邓岗村、王家湖村、王营村、张庄村、大张沟村、鲍河村和朱楼村。